# Црква Светог Димитрија у Сушици
Црква Светог Димитрија у Сушици, насељеном месту на територији града Приштине, на Косову и Метохији, припада Епархији рашко-призренској Српске православне цркве. Црква после дешавања на Косову и Метохији 1999. године, није претрпела озбиљна оштећења, али је често на мети вандала и провалника.
Представља непокретно културно добро као споменик културе.
Село Сушица се спомиње у Грачаничкој повељи 1314-1316. године, удаљено је два километра од манастира Грачанице. Историја и живот овог села прати се и кроз позније историјске изворе. Међутим, података о подизању старе цркве посвећеној Светом Димитрију у Сушици нема.
Почетком 19. века цркву је порушио Јашар-паша Xинић из Приштине, а од грађе сушичке и других порушених цркава, градио мостове на реци Ситници. Реконструисана је 1991. године на остацима храма из 14. века.

## Основ за упис у регистар
Одлука о утврђивању цркве Св. Димитрија за споменик културе, бр. 1043 (Сл. гласник РС бр. 39 од 5. септембра 1997.) Закон о културним добрима (Сл. гласник РС бр. 71/94).